# 今福鶴見駅

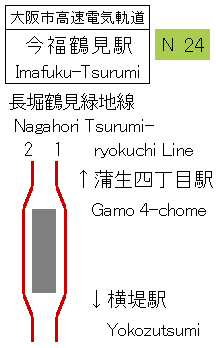
配線図

今福鶴見駅（いまふくつるみえき）は、大阪府大阪市城東区今福東二丁目にある、大阪市高速電気軌道 (Osaka Metro) 長堀鶴見緑地線の駅。国道479号（大阪内環状線）と鶴見通の交点に位置し、城東区と鶴見区との区境にある。駅番号はN24。

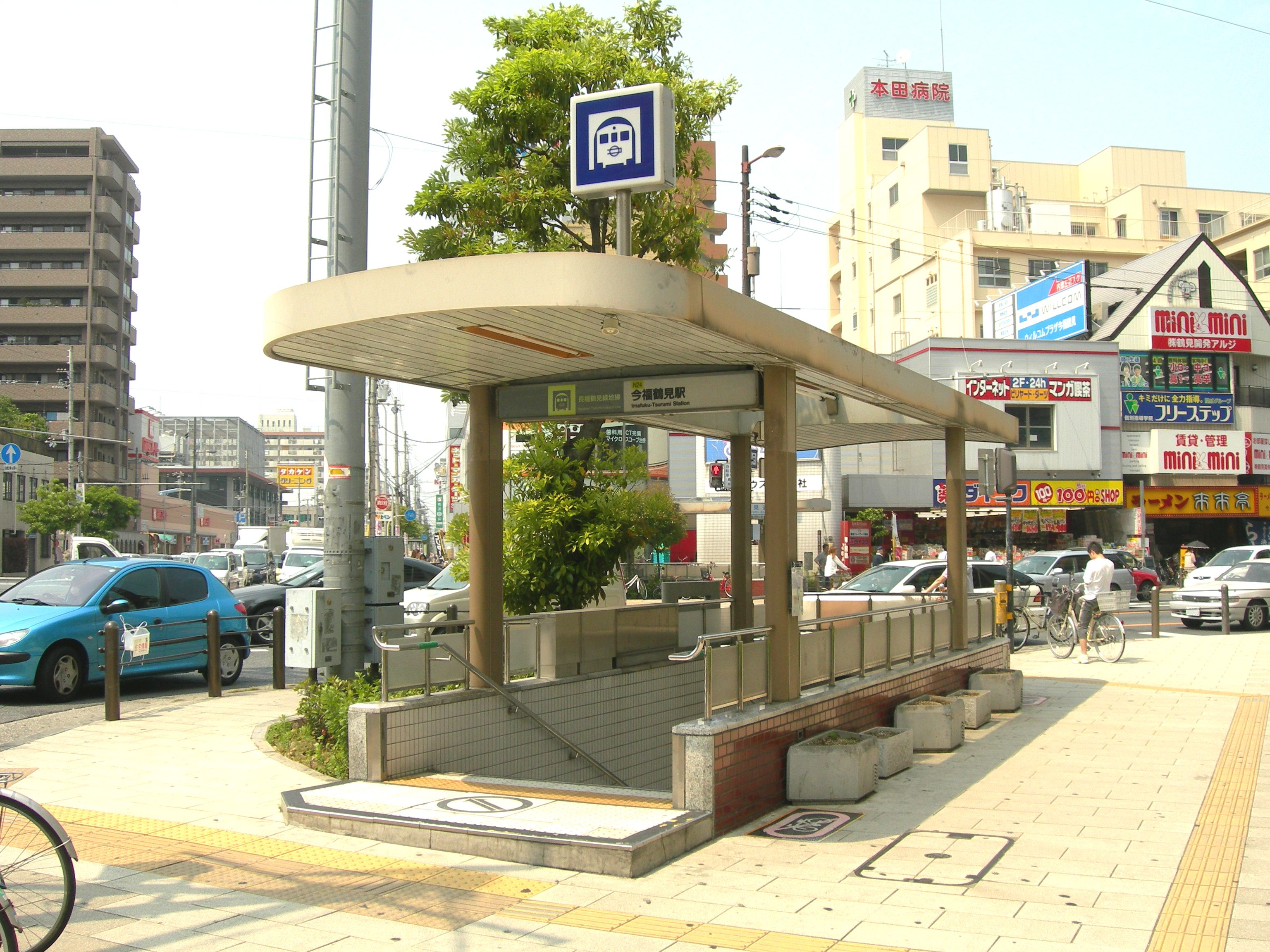
4号出入口（2011年6月）

## 歴史
- 1990年（平成2年）3月20日：鶴見緑地線（現在の長堀鶴見緑地線）京橋～鶴見緑地間が開通した際に開業[1]。
- 2011年（平成23年）1月12日：可動式ホーム柵の使用を開始。
- 2018年（平成30年）4月1日：大阪市交通局の民営化により、大阪市高速電気軌道 (Osaka Metro) の駅となる。

## 駅構造
島式ホーム（延長135 m、幅7 m）1面2線を有する地下駅である。改札口は京橋寄りの1ヶ所のみ。
当駅はドーム前千代崎管区駅に所属し、横堤駅が管轄している。
当駅のテーマは鶴見区の区花の一つである「ハナミズキ」である。コンコースにハナミズキの壁画がある。

### のりば
| 番線 | 路線           | 行先                     |
| ---- | -------------- | ------------------------ |
| 1    | 長堀鶴見緑地線 | 門真南方面               |
| 2    | 長堀鶴見緑地線 | 森ノ宮・心斎橋・大正方面 |

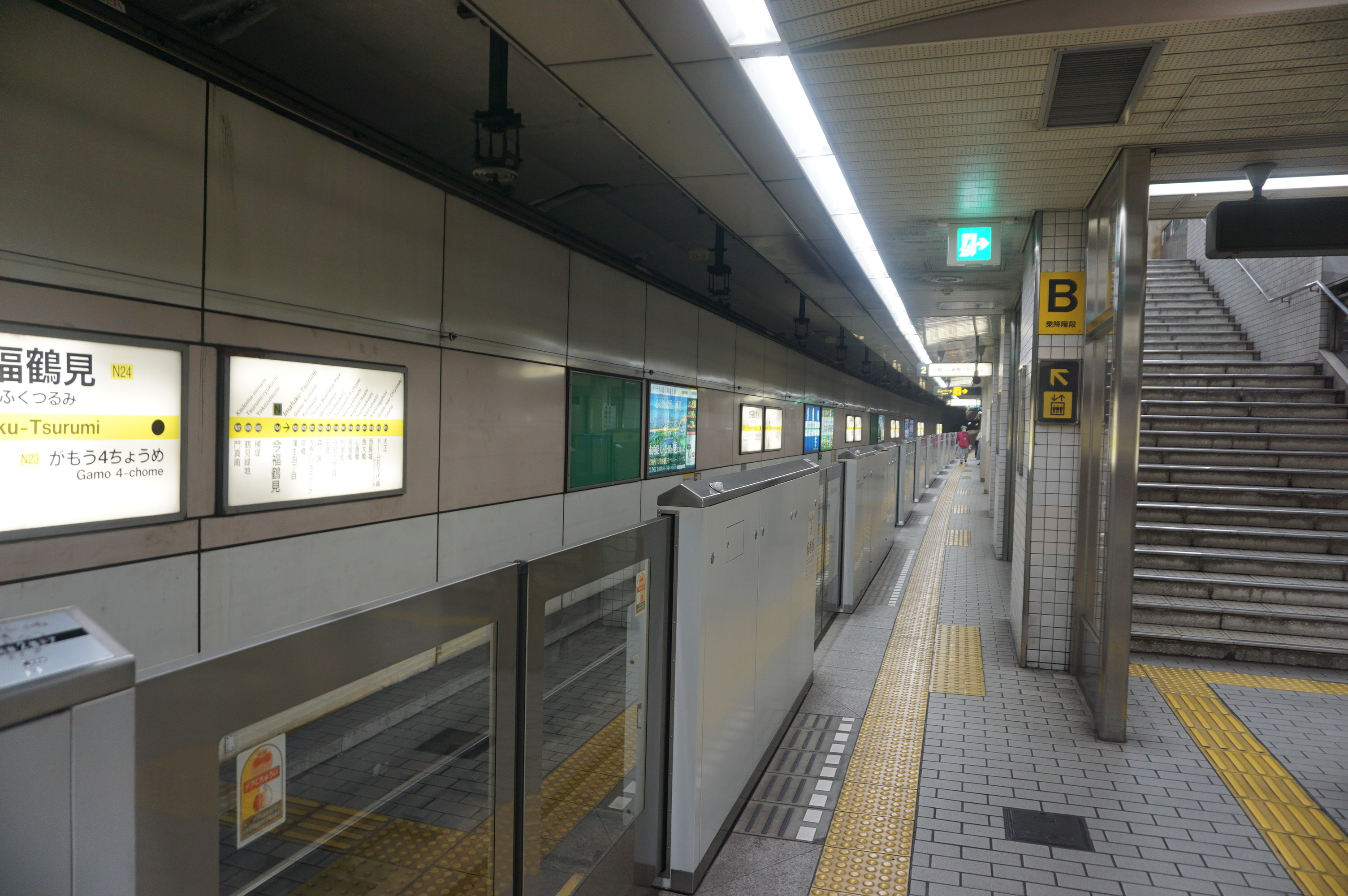
ホーム（2021年3月）
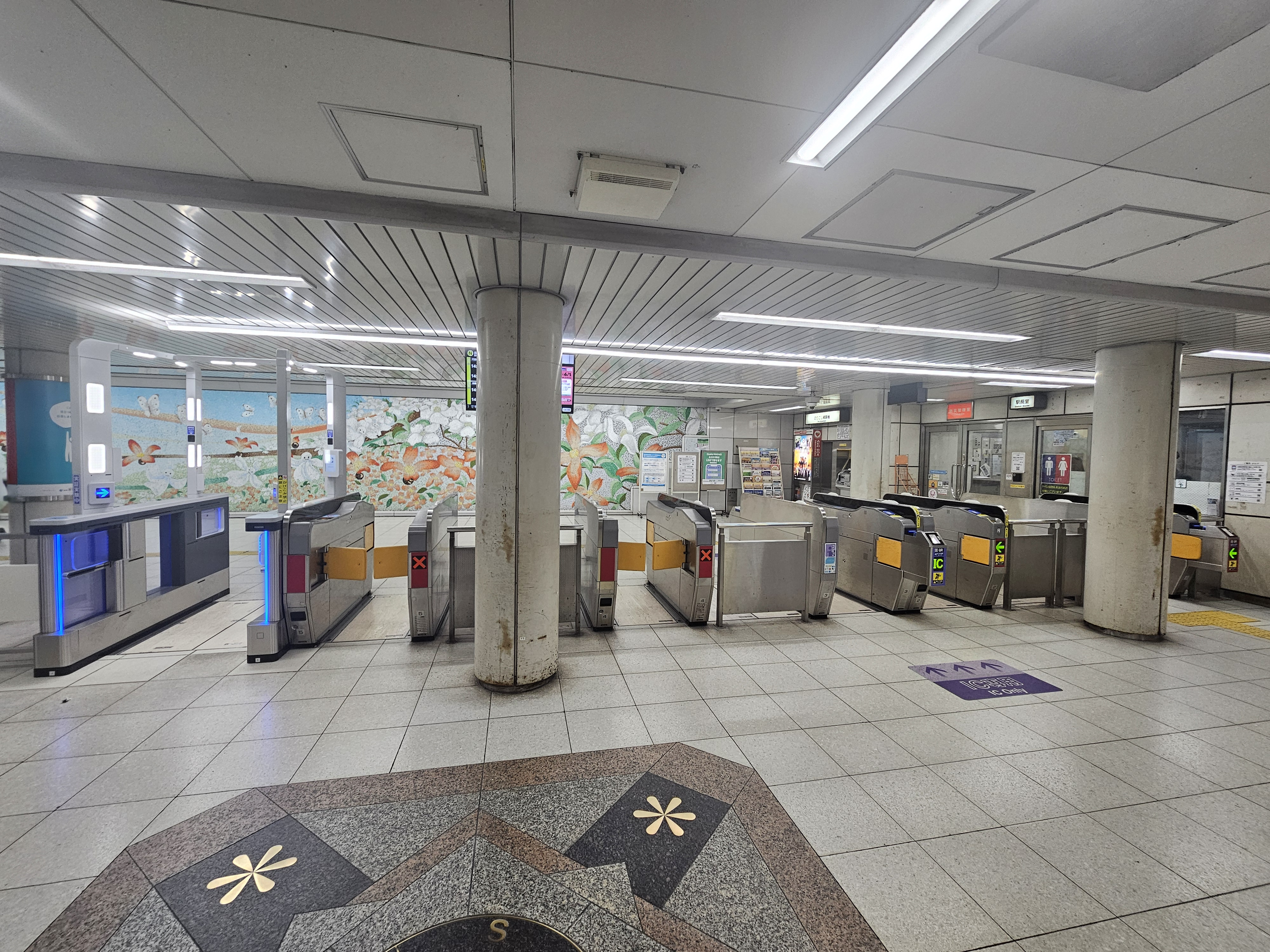
改札（2025年1月）

### 出口
| 出口番号 | 出口周辺         | 備考             |
| -------- | ---------------- | ---------------- |
| 1        | 城東郵便局       | エレベーターあり |
| 2        | シティバスのりば |                  |
| 3        |                  |                  |
| 4        | シティバスのりば |                  |

## 利用状況
2024年11月12日の1日乗降人員は21,061人（乗車人員：10,587人、降車人員：10,474人）で、長堀鶴見緑地線の駅では17駅中7位、他線との接続がない単独駅では最大である。
各年度の特定日利用状況は下表の通り。なお1995年度の記録については1996年に行われた調査であるが、会計年度上表中に記載の年度となる。
| 年度               | 調査日   | 乗車人員 | 降車人員 | 乗降人員 | 出典          | 出典          |
| 年度               | 調査日   | 乗車人員 | 降車人員 | 乗降人員 | メトロ        | 大阪府        |
| ------------------ | -------- | -------- | -------- | -------- | ------------- | ------------- |
| 1990年（平成02年） | 11月06日 | 4,679    | 4,880    | 9,559    |               | [ 大阪府 1 ]  |
| 1995年（平成07年） | 02月15日 | 5,630    | 5,627    | 11,257   |               | [ 大阪府 2 ]  |
| 1998年（平成10年） | 11月10日 | 9,384    | 8,503    | 17,887   |               | [ 大阪府 3 ]  |
| 2007年（平成19年） | 11月13日 | 10,240   | 10,191   | 20,431   |               | [ 大阪府 4 ]  |
| 2008年（平成20年） | 11月11日 | 10,069   | 10,040   | 20,109   |               | [ 大阪府 5 ]  |
| 2009年（平成21年） | 11月10日 | 10,356   | 10,456   | 20,812   |               | [ 大阪府 6 ]  |
| 2010年（平成22年） | 11月09日 | 10,015   | 10,065   | 20,080   |               | [ 大阪府 7 ]  |
| 2011年（平成23年） | 11月08日 | 9,958    | 9,916    | 19,874   |               | [ 大阪府 8 ]  |
| 2012年（平成24年） | 11月13日 | 10,320   | 10,319   | 20,639   |               | [ 大阪府 9 ]  |
| 2013年（平成25年） | 11月19日 | 10,460   | 10,382   | 20,842   | [ メトロ 1 ]  | [ 大阪府 10 ] |
| 2014年（平成26年） | 11月11日 | 10,588   | 10,618   | 21,206   | [ メトロ 2 ]  | [ 大阪府 11 ] |
| 2015年（平成27年） | 11月17日 | 11,160   | 11,280   | 22,440   | [ メトロ 3 ]  | [ 大阪府 12 ] |
| 2016年（平成28年） | 11月08日 | 11,207   | 11,165   | 22,372   | [ メトロ 4 ]  | [ 大阪府 13 ] |
| 2017年（平成29年） | 11月14日 | 11,654   | 11,514   | 23,168   | [ メトロ 5 ]  | [ 大阪府 14 ] |
| 2018年（平成30年） | 11月13日 | 11,312   | 11,179   | 22,491   | [ メトロ 6 ]  | [ 大阪府 15 ] |
| 2019年（令和元年） | 11月12日 | 11,098   | 10,977   | 22,075   | [ メトロ 7 ]  | [ 大阪府 16 ] |
| 2020年（令和02年） | 11月10日 | 10,298   | 10,162   | 20,460   | [ メトロ 8 ]  | [ 大阪府 17 ] |
| 2021年（令和03年） | 11月16日 | 10,223   | 10,181   | 20,404   | [ メトロ 9 ]  | [ 大阪府 18 ] |
| 2022年（令和04年） | 11月15日 | 10,245   | 10,187   | 20,432   | [ メトロ 10 ] | [ 大阪府 19 ] |
| 2023年（令和05年） | 11月07日 | 10,393   | 10,354   | 20,747   | [ メトロ 11 ] | [ 大阪府 20 ] |
| 2024年（令和06年） | 11月12日 | 10,587   | 10,474   | 21,061   | [ メトロ 12 ] |               |

## 駅周辺

### 商業施設
- デイリーカナートイズミヤ 今福店
- ダイコク薬局今福鶴見駅前店
- セガ今福店
- ココス今福店
- ヤマダデンキテックランド今福東店
- フレスポ鶴見 - 飲食店集合型大規模複合商業施設
  - 万代 鶴見店
- コスパ鶴見緑地店
- 関西スーパー今福店
- ラウンドワン城東放出店 - 南へ徒歩10分程度
- イオンモール鶴見緑地 - 東へ徒歩8分程度

### 公共施設
- 大阪城東郵便局（ゆうちょ銀行大阪城東店併設）
- 大阪鶴見郵便局
- 今福東公園

### 教育機関
- 大阪信愛学院大学
- 大阪信愛学院（保育園・幼稚園・小学校・中学校・高等学校）
- 大阪産業大学附属高等学校
- 大阪済生会野江看護専門学校

### 医療機関
- コープおおさか病院

### その他
- アサヒペン本社
- 荒川化学工業大阪工場/研究所
- 国道479号
- 大阪府道・奈良県道8号大阪生駒線（阪奈道路・鶴見通）

2001年に椿本チエインが鶴見四丁目から撤退した跡地に、2003年6月28日にスーパーマーケット、飲食店の集合施設「クレッセグルメガーデン鶴見」がオープンした。これにより、当駅東側の鶴見区鶴見3丁目、4丁目周辺地域の生活上の利便性が大きく向上し、土地の人気が上がったため、マンションの建設ラッシュが始まり人口が増加した。結果として、当駅の利用人口も増加したので、駅前にコンビニエンスストアやインターネットカフェ、薬局や学習塾などが進出し、駅前は以前と比べ大変賑やかになった。

## バス路線
最寄り停留所は、地下鉄今福鶴見である。大阪シティバスにより運行されている。
- 36号系統：大阪駅前/地下鉄門真南
- 86号系統：上新庄駅前/布施駅前

## 隣の駅
大阪市高速電気軌道 (Osaka Metro)
 長堀鶴見緑地線
蒲生四丁目駅 (N23) - 今福鶴見駅 (N24) - 横堤駅 (N25)
- ( ) 内は駅番号を示す。

### 記事本文

### 利用状況
1. ↑  路線別駅別乗降人員 - 大阪市高速電気軌道
2. ↑  大阪府統計年鑑 - 大阪府
3. ↑  大阪市統計書 - 大阪市

#### 大阪市高速電気軌道
1. ↑  路線別乗降人員 （2013年11月19日（火）交通調査） (PDF)
2. ↑  路線別乗降人員 （2014年11月11日（火）交通調査） (PDF)
3. ↑  路線別乗降人員 （2015年11月17日（火）交通調査） (PDF)
4. ↑  路線別乗降人員 （2016年11月8日（火）交通調査） (PDF)
5. ↑  路線別乗降人員 （2017年11月14日（火）交通調査） (PDF)
6. ↑  路線別乗降人員 （2018年11月13日（火）交通調査） (PDF)
7. ↑  路線別乗降人員 （2019年11月12日（火）交通調査） (PDF)
8. ↑  路線別乗降人員 （2020年11月10日（火）交通調査） (PDF)
9. ↑  路線別乗降人員 （2021年11月16日（火）交通調査） (PDF)
10. ↑  路線別乗降人員 （2022年11月15日（火）交通調査） (PDF)
11. ↑  路線別乗降人員 （2023年11月7日（火）交通調査） (PDF)
12. ↑  路線別乗降人員 （2024年11月12日（火）交通調査） (PDF)

#### 大阪府統計年鑑
1. ↑  大阪府統計年鑑（平成3年） (PDF)
2. ↑  大阪府統計年鑑（平成8年） (PDF)
3. ↑  大阪府統計年鑑（平成11年） (PDF)
4. ↑  大阪府統計年鑑（平成20年） (PDF)
5. ↑  大阪府統計年鑑（平成21年） (PDF)
6. ↑  大阪府統計年鑑（平成22年） (PDF)
7. ↑  大阪府統計年鑑（平成23年） (PDF)
8. ↑  大阪府統計年鑑（平成24年） (PDF)
9. ↑  大阪府統計年鑑（平成25年） (PDF)
10. ↑  大阪府統計年鑑（平成26年） (PDF)
11. ↑  大阪府統計年鑑（平成27年） (PDF)
12. ↑  大阪府統計年鑑（平成28年） (PDF)
13. ↑  大阪府統計年鑑（平成29年） (PDF)
14. ↑  大阪府統計年鑑（平成30年） (PDF)
15. ↑  大阪府統計年鑑（令和元年） (PDF)
16. ↑  大阪府統計年鑑（令和2年） (PDF)
17. ↑  大阪府統計年鑑（令和3年） (PDF)
18. ↑  大阪府統計年鑑（令和4年） (PDF)
19. ↑  大阪府統計年鑑（令和5年） (PDF)
20. ↑  大阪府統計年鑑（令和6年） (PDF)